# Polypoetes rufipuncta
Polypoetes rufipuncta är en fjärilsart som beskrevs av William Schaus 1894. Polypoetes rufipuncta ingår i släktet Polypoetes och familjen tandspinnare. Inga underarter finns listade i Catalogue of Life.